# Åsa Persson
Åsa Persson (* 31. Juli 1965) ist eine ehemalige schwedische Fußballspielerin.

## Karriere

### Vereine
Persson spielte im Seniorinnenbereich zunächst bis 1987 für die in Kristianstad ansässige Wä Idrottsförening, bevor sie zur Spielzeit 1988 zur Öxabäck Idrottsförening in die Damallsvenskan, der höchsten Spielklasse im schwedischen Frauenfußball, wechselte und auf Anhieb das Double (Meisterschaft und Vereinspokal) gewann und im Folgejahr den Pokaltitel mit der Mannschaft verteidigen konnte.

### Nationalmannschaft
Persson bestritt im Jahr 1989 fünf Länderspiele für die Nationalmannschaft. Ihre Premiere als Nationalspielerin für den SvFF hatte sie am 11. März 1989 beim 2:1-Sieg im Freundschaftsspiel gegen die Nationalmannschaft Frankreichs in Levallois-Perret als Einwechselspielerin für Malin Swedberg in der 71. Minute. Ihre nächsten beiden Länderspiele – in Vorbereitung auf die bevorstehende Europameisterschaft in Deutschland – bestritt sie am 26. April 1989 in Bromölla beim 4:1-Sieg über die Nationalmannschaft Finnlands und am 23. Mai 1989 in London beim 2:0-Sieg über die Nationalmannschaft Englands. In der EM-Finalrunde gehörte sie der Mannschaft an, die das Halbfinale gegen die Nationalmannschaft Norwegens am  28. Juni in Lüdenscheid mit 1:2 verlor. Im Spiel um Platz 3, das ihre Mannschaft am 30. Juni in Osnabrück gegen die Nationalmannschaft Italiens mit 2:1 n. V. gewann, wurde sie nicht eingesetzt. Ihre Länderspielkarriere endete am 22. Oktober 1989 – im letzten Spiel des Jahres – mit der Premiere gegen die Nationalmannschaft Polens, die im EM-Qualifikationsspiel mit 4:1 bezwungen wurde.

## Erfolge
Nationalmannschaft
- Dritter Europameisterschaft 1989

Öxabäck IF
- Schwedischer Meister 1988
- Schwedischer Pokal-Sieger 1988, 1989